# Carl Theodor Welcker
Carl Theodor Georg Philipp Welcker (død 29. marts 1790 i Oberofleiden, født 10. marts 1869 i Neuenheim) var en tysk retslærd og politiker, bror til Friedrich Gottlieb Welcker.
Welcker blev 1812 privatdocent, 1813 ekstraordinær professor i Giessen, 1814 ordentlig i Kiel, overtog der redaktionen af "Kieler Blätter", 1817 i Heidelberg, 1819 i Bonn, hvor der indlededes undersøgelser mod ham for demagogische Umtriebe, 1823 i Freiburg i. B., hvor han på grund af sin politiske opposition ofte fortrædigedes af regeringen og et par gange blev suspenderet fra sit embede, hvorefter han drog til Heidelberg. 
Welcker, der havde spillet en betydelig rolle som liberal politiker — 1848 var han forbundsgesandt i Frankfurt, senere i diplomatisk sendefærd i Stockholm, med oberst Mosle i Wien o. s. fr. — og aldrig tabte sin interesse for politikken, stod dog i sine senere år som en upåagtet fortidslevning. Ingemann, der traf ham på sin udenlandsrejse 1818—19, omtaler ham i sit Tilbageblik (side 38) som "en af de mest livlige, kunskabsrige og interessante Frihedens Heroer blandt de tyske Videnskabsmænd", han kom sammen med.
Sammen med Fromherz, von Rotteck og Duttlinger havde han stiftet "Der Freisinnige", med von Rotteck udgav han Das Staats-Lexikon. Encyklopädie der sämmtlichen Staatswissenschaften, I—XII (1834 ff., 3. oplag, 1856 ff.), et værk, som har bidraget meget til den tyske liberalismes fremvækst og sejr. Også Welcker har, om måske ikke i så stærk grad som Rotteck, forberedt revolutionen af 1848. 
Welckers bedste retsvidenskabelige arbejde er: Die letzten Gründe von Recht, Staat und Strafe, philosophisch und nach den Gesetzen der merkwürdigsten Völker rechtshistorisch entwickelt (1813); den af ham heri fremstillede eklektiske straffeteori har først en senere tid ydet fuld retfærdighed. Han skrev blandt andet endvidere: Das innere und äussere System der praktischen, natürlichen und römisch-christlich-germanischen Rechts-, Staats- und Gesetzgebungslehre, I (1829).